# Barom Reachea VI
Barom Reachea VI (né en 1554/1579 mort en 1600). Prince Ponhea An, brièvement roi du Cambodge de 1599 à 1600 sous le nom de règne de « Paramaraja VI ».

## Biographie
Dernier fils du roi Barom Reachea III, il succède à son neveu Barom Reachea V en 1599. Il écrase la révolte des Chams mais un autre soulèvement commence à l'appel d'un illuminé nommé Kêv.
Le roi cherche encore à obtenir un appui militaire et religieux des espagnols des Philippines, il dépêche un émissaire à Manille et envoie un message au gouverneur de Malacca.
Il est tué dans un guet-apens avant la fin de l'année 1600.

## Sources
- Chroniques Royales du Cambodge de 1594 à 1677. École française d'Extrême Orient. Paris 1981  (ISBN 2855395372)
- Achille Dauphin-Meunier Histoire du Cambodge Presses universitaires de France, Paris 1968 Que sais-je ? n° 916.
- Bernard-Philippe Groslier avec la collaboration de C.R. Boxer Angkor et le Cambodge au XVIe siècle d'après les sources portugaises et espagnoles, p.26 Tableau III « Succession d'Ang Chan » P.U.F (Paris) 1958;